# 古賀市布インターチェンジ
古賀市布インターチェンジ（こがいちぬのインターチェンジ）とは、長崎県諫早市多良見町の長崎バイパスにあるインターチェンジ。川平IC方向に対しての出入口しかないハーフインターチェンジである。料金所はない。諫早方面の場合、このICの直後で長崎自動車道・長崎多良見ICとなるが入口案内が分かりづらいため間違えやすいので注意が必要である。また、長崎多良見ICと古賀市布ICとの間に存在するバイパス多良見バスストップは、かつて本線上の停留所名表記が本インターチェンジと同一の古賀市布だった。

## 周辺
- 長崎本線 市布駅
- 国土交通省 長崎運輸支局

## 隣
E96 長崎バイパス
(11) 長崎多良見IC - バイパス多良見BS - (11-1) 古賀市布IC - (11-2) 間ノ瀬IC